# Union (Oregon)
Union – miasto w Stanach Zjednoczonych, w stanie Oregon, w hrabstwie Union.